# Vaginale irritatie
Men spreekt van vaginale irritatie indien de vaginastreek rood en/of lichtjes opgezwollen is en/of er jeuk optreedt. Buiten een geslachtsziekte, kunnen er meerdere oorzaken aan de basis van dit probleem liggen.
Bij het baden kan door gebruik van shampoo, badschuim, antibacteriële zeep maar ook intiemdeodorant, vanwege de detergenten die in deze producten zitten de gevoelige huid en slijmvliezen aangetast worden.
Irritatie kan ook ontstaan door contact met achtergebleven wasmiddelen alsook urine of ontlasting in het ondergoed. Vermijd het meerdere dagen achter elkaar dragen van hetzelfde slipje.
Te veel reinigen is even slecht als te weinig reinigen. Het schrobben of uitermate veelvuldig wassen van de vagina veroorzaakt overgevoeligheid en dus irritatie. Hetzelfde geldt voor lotions, crèmes, poedertjes, zalfjes en geparfumeerd toiletpapier.
Zorg verder voor voldoende verluchting. Draag zo weinig mogelijk nylon ondergoed, spannende broeken en shorts, of panties onder een jeansbroek. Strakke kleding verhindert dat het natuurlijke vaginale vocht een uitweg vindt, met irritatie als gevolg.
Ook urineweginfecties, infecties met wormen of bepaalde huidproblemen kunnen vaginale irritatie veroorzaken.